# Patty Gurdy
Patricia Büchler (født 1997), kendt under sit kunstnernavn Patty Gurdy, er et tysk drejelire-musiker, sanger, sangskriver og vlogger.
Udover at have udgivet under sit ejet navn har hun også samarbejdet med bl.a. ASP, Alestorm, Faun, og Ayreon.

## Diskografi

### Som Patty Gurdy

#### Album og EP'er
| År   | Titel             | Type  |
| ---- | ----------------- | ----- |
| 2018 | Shapes & Patterns | EP    |
| 2019 | Pest & Power      | Album |
| 2020 | Frost & Faeries   | EP    |

#### Singler
| År   | Titel                             | Noter                   |
| ---- | --------------------------------- | ----------------------- |
| 2019 | Run                               |                         |
| 2019 | Oil                               |                         |
| 2019 | Grieve No More (Extended Version) | Carnival Row soundtrack |
| 2021 | Bad Habits                        | Ed Sheeran cover        |
| 2022 | Universe Night & Day              |                         |

#### Musikvideoer
| År   | Titel                                                    | Album/EP          | Noter                                                      |
| ---- | -------------------------------------------------------- | ----------------- | ---------------------------------------------------------- |
| 2016 | Gurdy's Green                                            | Shapes & Patterns |                                                            |
| 2017 | The Longing                                              | Shapes & Patterns | Storm Seeker cover                                         |
| 2017 | Sweet Dreams (Are Made of This)                          | Shapes & Patterns | Eurythmics cover                                           |
| 2017 | Game of Thrones                                          | Shapes & Patterns | title song of the Game of Thrones series                   |
| 2017 | The Longing (Karaoke/Instrumental)                       | Shapes & Patterns | lyric video for instrumental version of Storm Seeker cover |
| 2018 | Over the Hills and Far Away                              | Shapes & Patterns | Gary Moore cover                                           |
| 2019 | Run                                                      | Pest & Power      |                                                            |
| 2019 | Oil                                                      | Pest & Power      |                                                            |
| 2019 | Luring                                                   | Pest & Power      | med Faun                                                   |
| 2019 | Grieve No More                                           | Frost & Faeries   | Carnival Row soundtrack                                    |
| 2020 | One by One                                               | Pest & Power      | med Hellscore                                              |
| 2020 | Leaves and Lemons                                        | Pest & Power      |                                                            |
| 2020 | The Yule Fiddler (Christmas Time Is Coming 'Round Today) | Frost & Faeries   | med Fiddler's Green                                        |
| 2020 | Molly Malone                                             | Frost & Faeries   | Irish traditional                                          |
| 2021 | Horizon Turns Red                                        | Frost & Faeries   |                                                            |
| 2021 | Flower Duet Theme                                        | Frost & Faeries   | Lakmé opera cover                                          |
| 2021 | Bad Habits                                               | TBA               | Ed Sheeran cover                                           |
| 2021 | The Parting Glass                                        | TBA               | Scottish traditional                                       |
| 2021 | Lora Lie Lo                                              | Frost & Faeries   | Carnival Row soundtrack                                    |
| 2022 | The Night Our Ship Will Drown                            | Pest & Power      | partial music video                                        |
| 2022 | No One Knows Who I Am                                    | TBA               | Jekyll & Hyde musical cover                                |
| 2022 | Universe Night & Day                                     | TBA               |                                                            |
| 2022 | Piratehog Chant                                          | TBA               | Earthlock soundtrack                                       |
| 2022 | Running Up That Hill                                     | TBA               | Kate Bush cover                                            |
| 2022 | Melodies of Hope                                         | TBA               |                                                            |

#### Gæsteoptræden
| År   | Titel                                                                        | Album/EP                                             | Noter |
| ---- | ---------------------------------------------------------------------------- | ---------------------------------------------------- | --- |
| 2019 |                                                                              | ASP's album Zaubererbruder Live & Extended (2019)    | There is a limited DVD edition as a crowdfunding benefit |
| 2019 | Grieve No More and Lora Lie Lo                                               | Carnival Row soundtrack                              | Two songs written for the character Aisling Querelle |
| 2020 | Concrete Cages                                                               | Scardust's album Strangers                           | Også med Hellscore |
| 2020 | Zombies Ate My Pirate Ship (vocals and hurdy-gurdy) and Big Ship Little Ship | Alestorm's album Curse of the Crystal Coconut (2020) | |
| 2020 |                                                                              | Ayreon album Transitus                               | |
| 2020 | Kaufmann und Maid                                                            | Saltatio Mortis album Kaufmann und Maid              | Tysk for: "Købmand og Pige", med Sasha, Saltatio Mortis, Feuerschwanz, Subway to Sally, Tanzwut, Schandmaul og dArtagnan. This song is a parody related to the German TV show Late Night Berlin |
| 2020 | One of a large group performing Drunken Sailor                               | Fiddler's Green 2020 album 3 Cheers For 30 Years     | |
| 2021 | Farewell                                                                     | dArtagnan album Feuer & Flamme                       | |
| 2022 | Für Immer und Ewig                                                           | Silverlane album Inside Internal Infinity            | |

### Som Patty Gurdy's Circle

#### Single
| År   | Titel       |
| ---- | ----------- |
| 2020 | Kalte Winde |

#### Musikvideo
| År   | Titel       | Album/EP         |
| ---- | ----------- | ---------------- |
| 2020 | Kalte Winde | non-album single |